# Mesochorus betuletus
Mesochorus betuletus är en stekelart som beskrevs av Schwenke 1999. Mesochorus betuletus ingår i släktet Mesochorus och familjen brokparasitsteklar. Inga underarter finns listade i Catalogue of Life.